# Стокетт, Кэтрин
Кэтрин Стокетт (англ. Kathryn Stockett, род. в 1969) — американская писательница. Наиболее известна своим дебютным романом «Прислуга» об афроамериканской горничной, работающей в 1960-х у белых в Джэксоне (штат Миссисипи).

## Биография
Стокетт родилась и выросла в городе Джэксоне (штат Миссисипи). В детстве она дружила с будущим актёром и режиссёром Тэйтом Тейлором. Отцом Кэтрин и её брата Роба был Роберт Стокетт, владелец местного отеля и генеральный подрядчик. После развода их родителей, Кэтрин с братом проводили время в различных местах в окрестностях города, часто живя в «Coliseum Ramada Inn Fairgrounds», где работал их отец и было место встречи местных бизнесменов. Эта гостиница соседствовала с «Stockett Stables», которые предшествовали гостинице. «Stockett Stables» были местом досуга молодых потомков Стокеттов. Отец Кэтрин, Роберт Стокетт, в это время в результате убыточных сделок потерял большую часть своего бизнеса и существенную часть денег из местного бизнеса вложил в собственность в округе Мэдисон к северу от Джэксона, чтобы восполнить ущерб от потерь. Тем не менее, Роб и Кэтрин продолжили учёбу в наиболее престижной частной школе Джэксона для белых (в то время).
Кэтрин окончила университет Алабамы и с 2001 года девять лет жила и работала в Нью-Йорке, в издательстве журнала. В настоящее время Кэтрин Стокетт живет с мужем и дочерью от прежнего брака в Атланте.
В суд штата Миссисипи был подан иск от Эблин Купер, горничной, работающей на брата Стокетт. Она заявила, что Стокетт использовала в книге её образ. Судья округа Хиндс со ссылкой на давность срока отказал в удовлетворении иска. Стокетт отрицает использование образа и говорит, что была лишь коротко знакома с заявительницей.
По произведению Кэтрин Стокетт «Прислуга» был снят одноимённый фильм.

## Карьера
Дебютным романом Стокетт стал «Прислуга». Пока писательница жила в Нью-Йорке, она работала в журнальном издательстве. Ей понадобилось 5 лет, чтобы окончить книгу, которую отклоняло 60 литературных агентов, прежде чем агент Сьюзен Рэймер согласилась представлять Стокетт. После того роман был опубликован на трёх языках в 35 странах. В августе 2011 года был продан 5-миллионный экземпляр книги и она пробыла 100 недель в The New York Times Best Seller list.
Роман «Прислуга» стал бестселлером через несколько месяцев после своего издания и по состоянию на август 2011 года было зафиксировано 5 миллионов проданных экземпляров.